# Racó del Pou
El Racó del Pou és un paratge del terme municipal de Conca de Dalt, a l'antic terme d'Hortoneda de la Conca, al Pallars Jussà, en territori que havia estat del poble d'Hortoneda.
Es troba al nord-oest d'Hortoneda, a l'esquerra de la capçalera de la llau del Racó del Pou. És a prop del termenal de l'antic enclavament dels Masos de Baiarri, a migdia de les Roques d'Eroles i a ponent de la Roca Cavalls.